# Kansas City Mavericks
Kansas City Mavericks, tidigare Missouri Mavericks, är ett amerikanskt ishockeylag, som är från Independence, Missouri. Laget spelar i ECHL. Missouri Mavericks är farmarlag åt NHL-klubben New York Islanders och AHL-klubben Bridgeport Sound Tigers.

## Länk
- Missouri Mavericks hemsida
- Presentation av laget på Eliteprospects

## Källa
1. ↑  ”Missouri Mavericks”. Eliteprospects. http://www.eliteprospects.com/team.php?team=4800. Läst 17 februari 2014.